# Scirtes nalyerinensis
Scirtes nalyerinensis is een keversoort uit de familie moerasweekschilden (Scirtidae). De wetenschappelijke naam van de soort werd in 2004 gepubliceerd door Watts.